# Wielki Wybuch (instalacja artystyczna)
Wielki Wybuch (ang. Big Bang) – instalacja artystyczna polskiego, wrocławskiego architekta i artysty szkła Tomasza Urbanowicza tworzącego architektoniczne szklane kompozycje, znajduje się w centralnym miejscu kampusu Uniwersytetu w Białymstoku przy ul. Ciołkowskiego 1. 

## Historia i opis
Według koncepcji prof. Marka Budzyńskiego, projektanta miasteczka akademickiego w Białymstoku kampus miał on mieć cztery ulice „nauk podstawowych” (tj. biologia, chemia, fizyka, matematyka). Krzyżujące się ulice miały tworzyć centralny plac, symbol Syntezy Nauk, na którym w celu zagospodarowania terenu zaprojektowano umieszczenie centralnie szklanej kuli w połączeniu z fontanną. „Wielki Wybuch” Tomasza Urbanowicza oraz cztery wejściowe szklane portale budynków również podświetlane diodami LED miały tworzyć jednolitą całość.
Wielki Wybuch – szklana rzeźba w kształcie kuli o średnicy 250 cm symbolizuje wydarzenie związane z Wielkim Wybuchem, powstaniem wszechświata. Zbiór elementów w kuli jest wypełniony rozprzestrzeniającą się w sposób chaotyczny siatką niezliczonej ilości cienkich prętów ze stali nierdzewnej, o średnicach 6, 8, 10 i 16 mm. Siatka „chaosu” przebija się przez kulę i unosi ją ponad podstawę na wysokość ok. 50 cm. W betonowej podstawie umieszczono cztery lampy LED rozświetlające w nocy wnętrze kuli kolorem błękitnym, w której centralnie umieszczona jest mniejsza szklana kula – „Boska Cząstka”.
Sfera zbudowana jest z dziewięciu szkieł o różnych kształtach (gdzie w nich można dostrzec motywy galaktyk, powierzchni księżyców, kraterów, itp.), stanowiących gięte przestrzennie fragmentów sfery. Grubość szkieł wynosi około 25 mm i jest mocowane punktowo, innowacyjnym systemem do prętów. Na prętach konstrukcji, umieszczone są szklane kulki o różnych średnicach z bezbarwnego szkła, w których świat konstrukcji soczewkuje się, tworząc kolejne „małe Wszechświaty”.
Konstrukcja – instalacja artystyczna powstała w pracowni „ARCHIGLASS” we Wrocławiu.